# Yuka Sadaka
Pas d'image ? Cliquez ici

a Compétitions nationales et continentales officielles uniquement.

b Matchs officiels uniquement.
Yuka Sadaka (左高 裕佳, Sadaka Yuka) est une joueuse internationale de rugby à XV japonaise née le 2 novembre 1994, évoluant au poste de pilier.

## Biographie
Yuka Sadaka naît le 2 novembre 1994. En 2022 elle joue pour le club des Hirosaki Sakura Ovals de la préfecture d'Aomori. Elle a déjà 12 sélections en équipe nationale quand elle est retenue en septembre 2022 pour disputer sous les couleurs de son pays la Coupe du monde de rugby à XV en Nouvelle-Zélande.